# Murueta
Murueta est une commune de Biscaye dans la communauté autonome du Pays basque en Espagne.

## Toponymie
Murueta est un toponyme qu'on peut traduire comme emplacement du muru, du basque muru et suffixe locatif basque -eta.
Muru est un mot déjà archaïque de la langue basque, qui paraît provenir en dernier ressort du murus latin et qui avait probablement la même signification que le mot castillan mur, muraille. Il existe les nombreux lieux en Pays basque et en Navarre dont les toponymes sont du type descriptif et composés de muru (Muruzábal, Muruarte de Reta, Muru-Astráin, Murugarren, Murua,…) et parmi celle-ci la localité biscaïenne de Murueta. Il existe des quartiers appelés Murueta à Abadiano et Orozko.
On pense que ces localités ont pu avoir anciennement en commun un certain type de fonction de défense et/ou étaient emmurées. Ce sont généralement de petites localités, et sans construction de défense apparente. Dans la toponymie espagnole il est habituel de trouver de petits villages appelés Murillo, et les toponymes basques formés par Muru pourraient être analogues à ceux-ci.
Le gentilé des habitants de Murueta est muruetarras.

## Géographie

### Quartiers
Les quartiers de Murueta sont: Goierria, kanpantxua et Larrabe.

### Sources
- (es) Cet article est partiellement ou en totalité issu de l’article de Wikipédia en espagnol intitulé « Murueta » (voir la liste des auteurs).